# Blue Bell Knoll
Blue Bell Knoll — шостий студійний альбом англійської групи Cocteau Twins, який був випущений 19 вересня 1988 року.

## Композиції
1. Blue Bell Knoll - 3:24
2. Athol-Brose - 2:59
3. Carolyn's Fingers - 3:08
4. For Phoebe Still a Baby - 3:16
5. The Itchy Glowbo Blow - 3:21
6. Cico Buff - 3:49
7. Suckling the Mender - 3:35
8. Spooning Good Singing Gum - 3:52
9. A Kissed Out Red Floatboat - 4:10
10. Ella Megalast Burls Forever - 3:39

## Склад
- Елізабет Фрейзер — вокал
- Робін Ґатрі — гітара
- Саймон Реймонд — бас-гітара